# فلافيو روتشا
فلافيو روتشا هو شخصية أعمال وسياسي برازيلي، ولد في 14 فبراير 1958 في ريسيفي في البرازيل. نشط حزبياً في Republicans (Brazil) ‏. في 1986 Brazilian parliamentary election ‏، انتخب عضو مجلس النواب البرازيلي ‏ عن دائرة Rio Grande do Norte ‏.